# Antenne du GIGN
Une antenne du GIGN (AGIGN) est une composante régionale du Groupe d'intervention de la Gendarmerie nationale française (GIGN). Initialement créées comme des unités d'intervention régionales placées sous l'autorité opérationnelle du GIGN uniquement en cas de crise , les antennes ont été pleinement intégrées dans le GIGN le 1er août 2021 au sein d'une nouvelle Force Antennes créée dans le cadre d'une réorganisation de l'unité . Il existe quatorze antennes : sept implantées en France métropolitaine à Toulouse, Orange, Dijon, Nantes, Reims, Tours et Caen et sept implantées outre-mer en Guadeloupe, en Martinique, en Guyane, à La Réunion, en Nouvelle-Calédonie, en Polynésie française et à Mayotte .
Les antennes ont principalement pour mission les interpellations judiciaires (domiciliaires ou en milieu ouvert), les arrestations de forcenés, les escortes de détenus dangereux, la lutte contre la criminalité organisée et le contre-terrorisme.
Les unités implantées outre-mer assurent également des missions de maintien et de rétablissement de l'ordre et sont équipées de véhicules blindés VBRG (véhicule blindé à roues de la gendarmerie) et VAB (véhicule de l'avant blindé).
Les personnels des AGIGN sont soumis à un régime d'alerte et sont disponibles en permanence : ils doivent être prêts à partir en intervention en moins de trente minutes.

## Historique et implantations

### Antennes du GIGN de métropole
Ces unités ont porté successivement les appellations de « peloton d'intervention de deuxième génération » puis de « peloton d'intervention interrégional de Gendarmerie » (PI2G). Elles ont été rebaptisées antennes du GIGN en 2016  ,.
Le premier PI2G a été mis en place en septembre 2004 : trente militaires des pelotons d'intervention des escadrons de gendarmerie mobile « 31/2 » et « 32/2 » reçoivent une formation d'avril à juin 2004 ; six d’entre eux sont formés comme médiateurs. Le groupe entre en service le 13 septembre 2004.
Après une phase expérimentale jusqu'à fin 2006, un second PI2G, comportant 32 éléments, est créé en juin 2007 à Orange et entre en service le 7 janvier 2008. Durant les deux premiers mois de son activité opérationnelle, il intervient en moyenne deux fois par semaine. Lors de sa première année d'exercice, le PI2G d'Orange assure 93 missions.
Un troisième PI2G est créé à Dijon en 2012 avec un effectif initial de 20 militaires qui évolue ensuite vers l'effectif standard (à l'époque) de 26 militaires.
Les PI2G de Nantes, Tours et Reims sont créés par arrêtés du 31 décembre 2015.
L'appellation d'antenne du GIGN est adoptée en 2016, l'effectif unitaire devant être porté à 32 à partir de 2016.
Un sous-officier de l'antenne du GIGN d'Orange a perdu la vie lors d'une intervention de réduction de forcené le 21 mai 2016 à Gassin (Var).
Lors des attaques du 23 mars 2018 à Carcassonne et Trèbes, l'antenne du GIGN de Toulouse prend le relais des primo-arrivants (unités locales puis PSIG de Carcassonne) puis des primo-intervenants (PSIG Sabre de Narbonne) pour stabiliser la situation dans l'attente d'une équipe du GIGN en provenance de Satory. L'accélération des événements provoque un assaut d'urgence au cours duquel un gendarme de l'antenne est blessé, le dernier otage (le colonel Beltrame) étant lui-même mortellement blessé .
Une antenne du GIGN (AGIGN) est créée à Caen le 1er février 2021.
Les antennes de métropole et d'outre-mer sont entièrement intégrées au GIGN le 1er août 2021.

### Antennes du GIGN implantées outre-mer

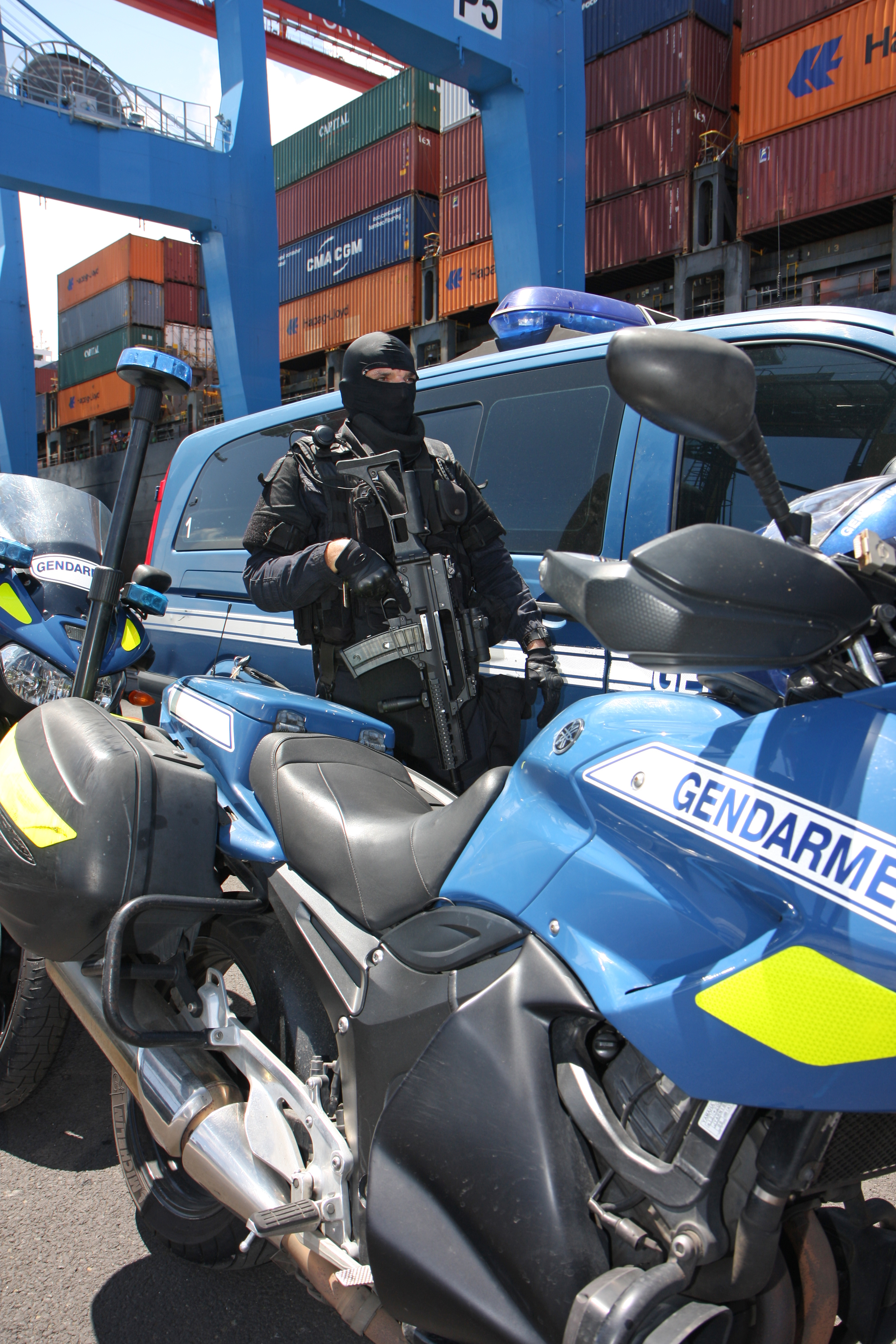
Escorte de fonds - AGIGN outre-mer

Jusqu'au début des années 2000, il existait dans les départements et certains territoires d'outre-mer, des groupes de pelotons mobiles (GPM), unités constituées principalement de gendarmes mobiles détachés et affectés outre-mer pendant trois ou quatre ans et dont la mission était de renforcer la gendarmerie départementale ainsi que les unités de gendarmerie mobile qui sont déplacées par roulement dans ces territoires.
Au début des années 2000, le besoin de spécialisation dans le domaine de l'intervention a fait évoluer les missions de ces unités. Leur structure et leurs moyens ont changé. Les GPM, qui étaient initialement constitués - suivant le territoire - de 2 à 6 pelotons identiques répartis géographiquement dans le territoire considéré, ont été réorganisés dans un premier temps sur le modèle suivant :
- un groupe de commandement
- un peloton blindé chargé de mettre en œuvre les véhicules blindés à roue de la gendarmerie (VBRG) basés localement
- un peloton d'intervention.

Cette structure a ensuite évolué à nouveau et l'adjectif « mobile » a disparu de la dénomination des unités qui sont devenues des « groupes de pelotons d'intervention » (GPI) comprenant typiquement 36 personnels répartis entre deux pelotons d'intervention outre-mer (PIOM) identiques, capables de se relayer pour prendre l'alerte à tour de rôle, chacun des PIOM regroupant en son sein les capacités nécessaires à l'accomplissement de l'ensemble des missions : intervention, observation-surveillance, mise en œuvre d'engins blindés, etc.
Les GPI, comme les PI2G implantés en métropole, ont à leur tour été rebaptisés Antennes du Groupe d'intervention de la Gendarmerie nationale, par circulaire 61050 du 26 juillet 2016.
Les antennes de métropole et d'outre-mer sont entièrement intégrées au GIGN le 1er août 2021
Un sous-officier de l'antenne du GIGN de Cayenne a perdu la vie lors d'une  intervention contre des orpailleurs clandestins en Guyane le 25 mars 2023 ,.

## Positionnement et missions

### Positionnement

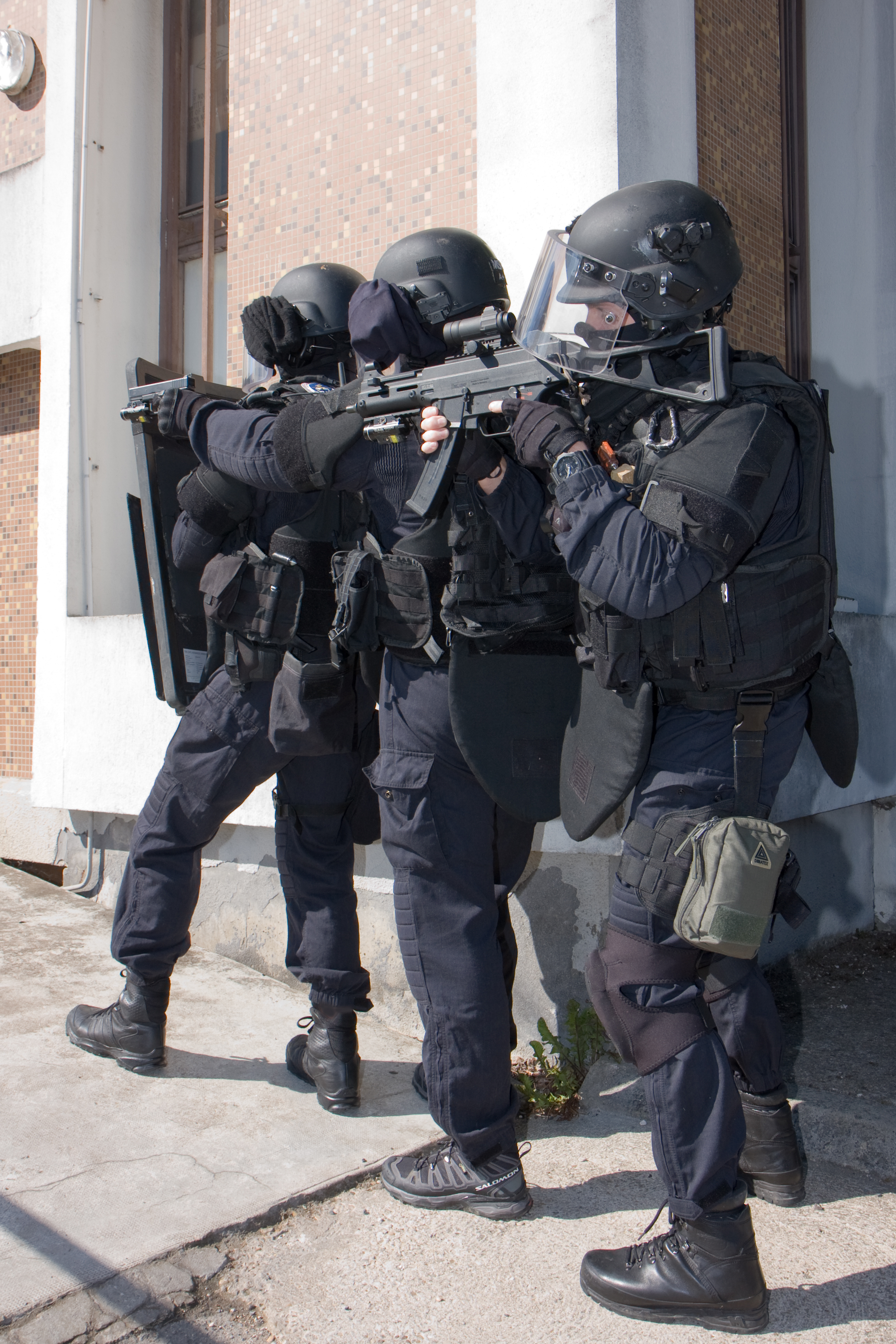
Équipiers d'une antenne du GIGN en colonne d'assaut.

Les antennes du GIGN permettent d'optimiser la couverture du territoire et la réactivité de la Gendarmerie en raccourcissant les délais d'intervention. Dans le cas des AGIGN outre mer elles sont primo intervenantes du fait de l'éloignement géographique de la métropole.
Les AGIGN s'inscrivent ainsi dans une gradation de moyens permettant de mettre en œuvre des personnels entraînés pour des situations de gravité croissante  :
- peloton de surveillance et d'intervention (« PSIG ») de la gendarmerie départementale ;
- PSIG Sabre de la gendarmerie départementale doté d'une capacité et d'un armement renforcés ;
- peloton d'intervention (« PI ») de la gendarmerie mobile ou de la Garde républicaine ;
- peloton spécialisé de protection de la Gendarmerie (« PSPG ») pour la protection des sites nucléaires ;
- GIGN et ses antennes.

La Gendarmerie distingue trois niveaux d'intervention : l'« intervention professionnelle » (également appelée « intervention élémentaire »), qui est enseignée à tous les gendarmes, l'« intervention intermédiaire » qui concerne principalement des unités équipées et entraînées pour faire face à des situations plus complexes - planifiées ou imprévues - et l'« intervention spécialisée » qui est le domaine de formations entraînées et équipées pour les situations les plus délicates et les plus dangereuses, comme le GIGN,ses antennes ou encore les PSPG.

### Missions

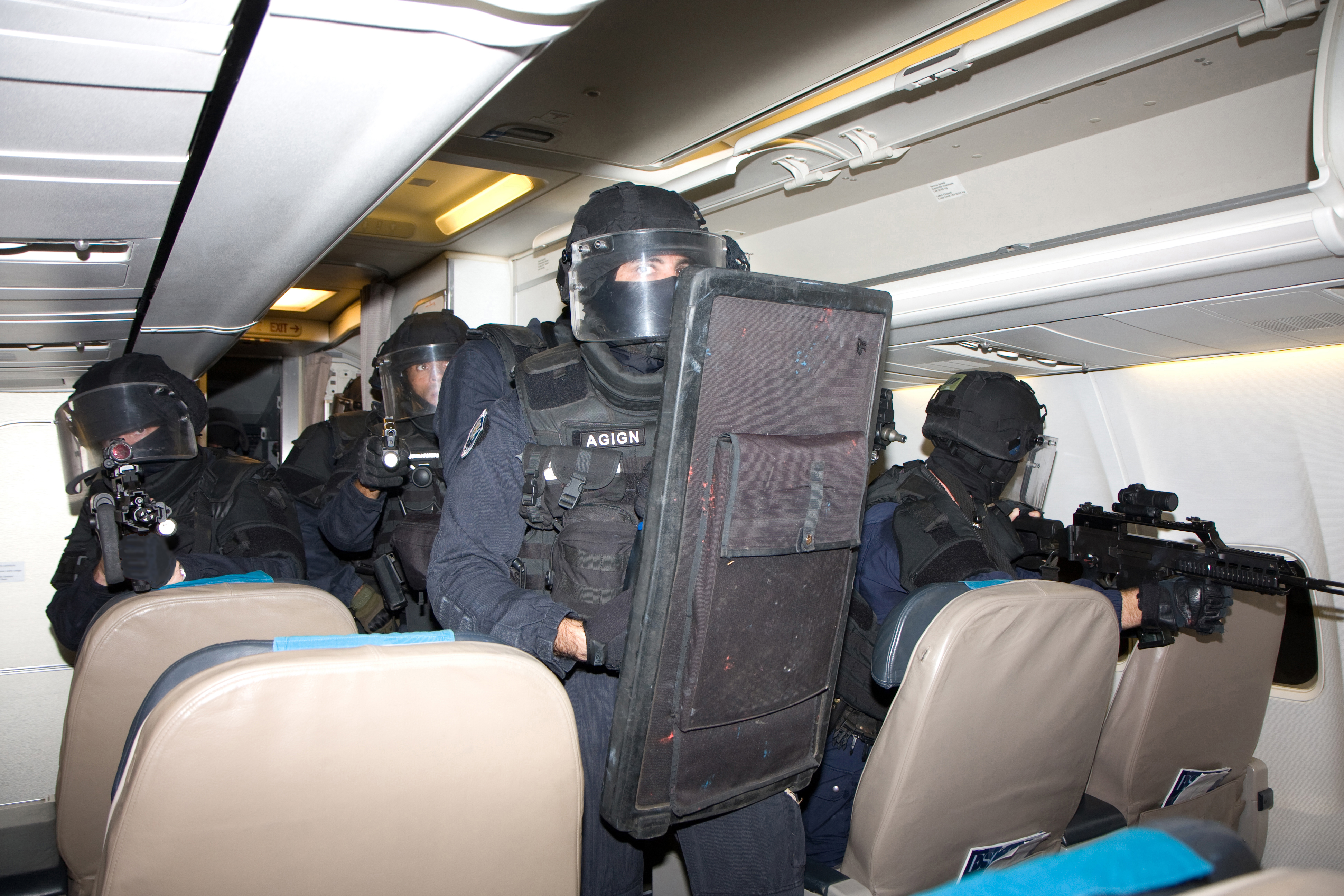
Exercice de contre-terrorisme aérien - AGIGN outre-mer

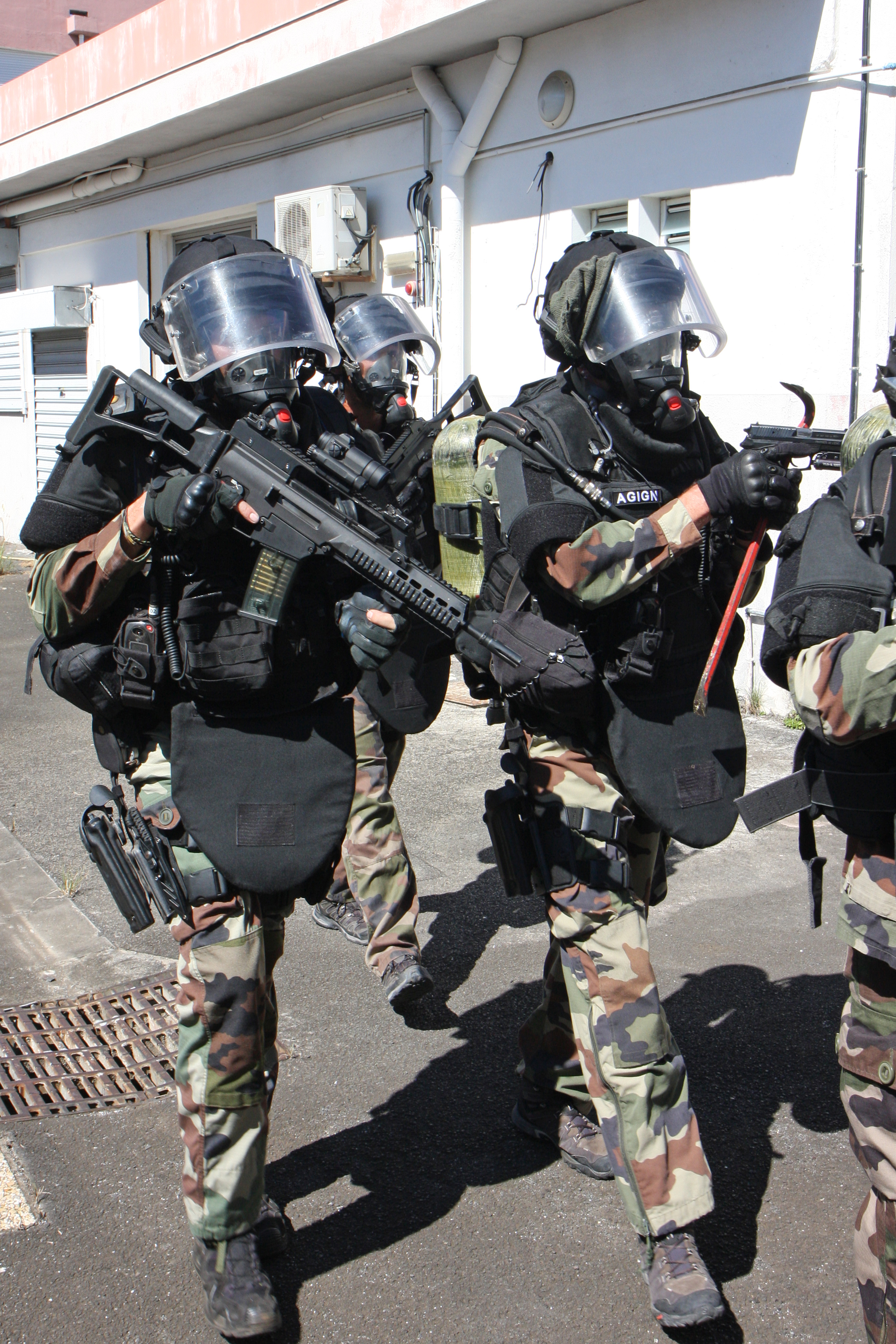
Exercice de contre-terrorisme - AGIGN outre-mer

Une antenne du GIGN effectue en moyenne plus d'une centaine de missions par an.
Les antennes du GIGN ont été créées pour remplir cinq missions principales :
- intervenir lorsque les moyens nécessaires dépassent ceux à disposition des PSIG et des pelotons d'intervention ;
- remplir les missions classiques d'intervention et de sécurisation du GIGN sur le reste du territoire métropolitain ;
- venir en appuie aux autres groupes d'intervention (comme on l'a vu par le passé, des gendarmes d'AGIGN ont déjà été envoyés pour assister le GIGN) ;
- intervenir sur les sites nucléaires ou « classés Seveso » (dans le cadre d’une action contre-terroriste) pour les unités de métropole ;
- assurer des missions de protection rapprochée (avec le port de la tenue civile) ;
- effectuer des transferts ou escortes de détenus particulièrement signalés.

En outre, les unités implantées outre-mer, du fait des distances entre les DOM-COM et la métropole, et donc du temps nécessaire à l'acheminement de renforts, doivent pouvoir intervenir de manière autonome sur des événements graves, soit pour traiter la situation sans aide extérieure soit pour la stabiliser dans l'attente du GIGN « central ». Par ailleurs, elles mettent également en œuvre des moyens dont les unités métropolitaines ne disposent pas (par exemple des engins blindés VBRG). Enfin, l'affectation dans une AGIGN d'outre-mer est limitée dans le temps, contrairement à une affectation en métropole.
Les unités d'outre-mer remplissent également des missions supplémentaires - parfois liées aux spécificités des territoires dans lesquels elles sont implantées.
- Maintien et rétablissement de l'ordre - notamment lorsque l'emploi de blindés est nécessaire
- Missions de secours - notamment en montagne (seule La Réunion est dotée d'un Peloton de Gendarmerie de haute montagne ou PGHM)
- Lutte contre l'orpaillage clandestin (en Guyane)

En pratique, une antenne du GIGN est fréquemment employée dans des interpellations domiciliaires ou en milieu ouvert, des cas de gestion de forcenés et des transfèrements de détenus dangereux.
L'éventail des missions comprend également la lutte contre le grand banditisme et la lutte antiterroriste, de manière autonome ou en appui du GIGN. Le rôle des AGIGN dans la lutte contre le terrorisme est réitéré dans en avril 2016 dans le Schéma national d'intervention des forces de sécurité présenté par le Ministre de l'Intérieur en réponse aux attentats de 2015. Le schéma présente notamment la procédure d’urgence absolue (P.U.A.) qui autorise - en cas de crise majeure ou de crises multiples - l'intervention de toute unité en mesure de la faire en tout point du territoire (donc en s'affranchissant du critère de compétence géographique qui s'impose habituellement).
Une antenne du GIGN intervient souvent avec le soutien d'autres personnels spécialisés appartenant à la Gendarmerie (négociateurs régionaux, équipes cynophiles régionales, groupe d'observation et de surveillance ou GOS) ou à d'autres services de l'État (équipes ERIS de l'administration pénitentiaire ou équipes de la SUGE de la SNCF).
Ses membres sont autorisés à opérer en civil dans certains cas : missions de reconnaissance ou interpellations en flagrant délit.

Positionnement des unités d'intervention

En cas de nécessité, il peut être demandé à une unité d’intervenir hors de sa zone d'affectation initiale.

## Organisation

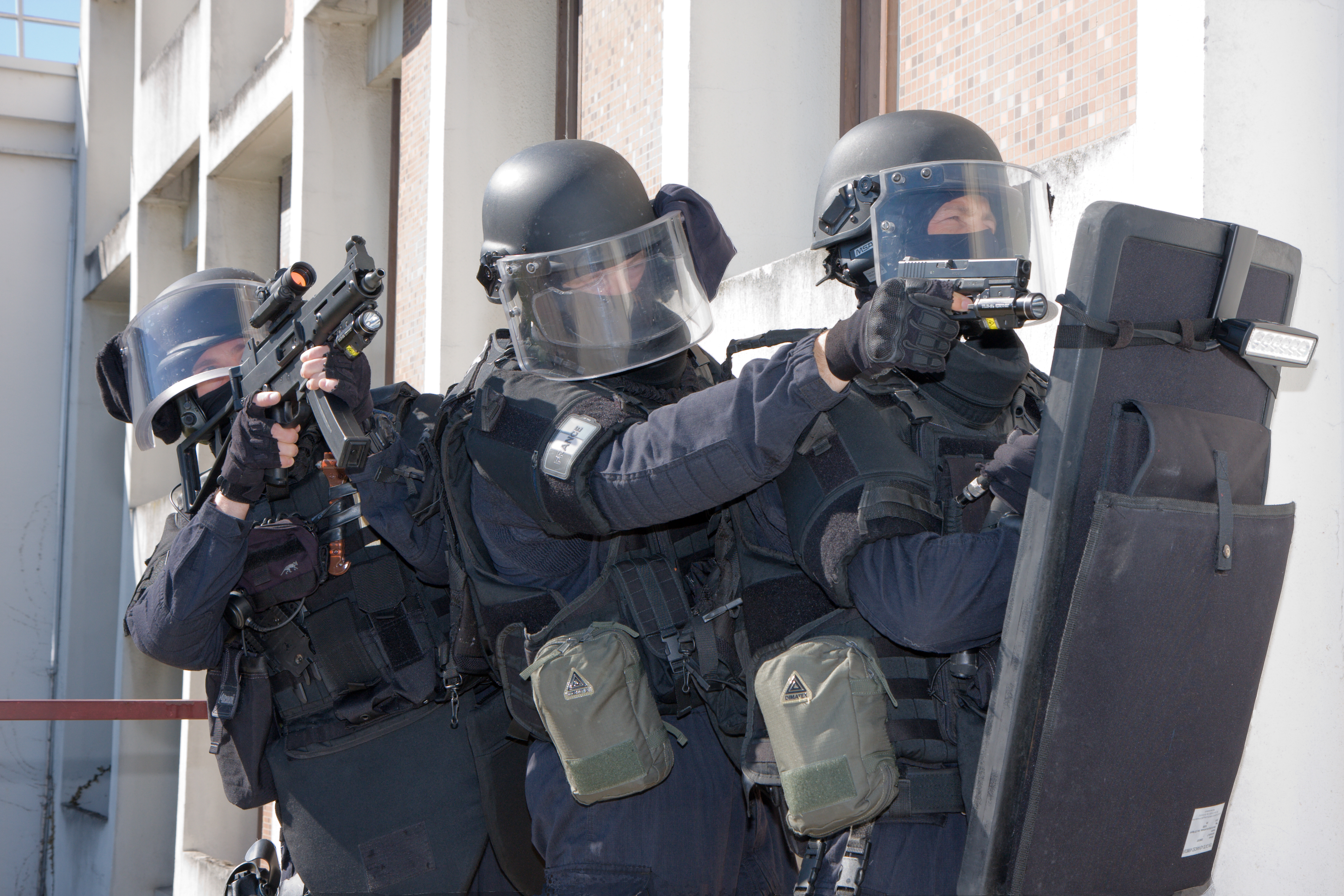
Membres de l'équipe "Assaut d'urgence" lors d'un entrainement

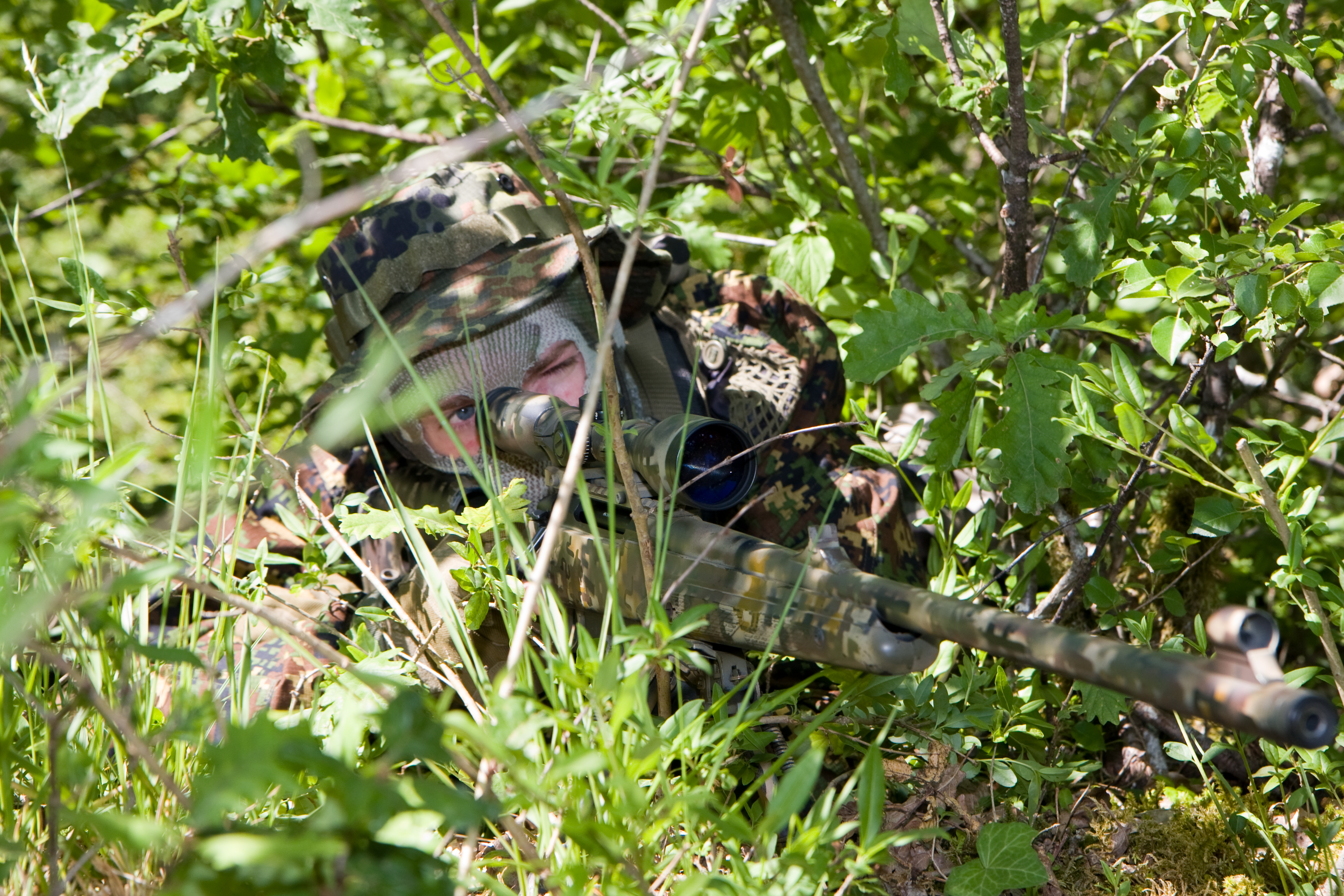
Équipier « Appui-Observation » en tenue camouflée.

Depuis une réforme conduite en 2021 par la général Ghislain Réty, les antennes du GIGN ont été entièrement intégrées (administrativement et opérationnellement) au GIGN et sont commandées par une Force Antennes établie à Satory. L'effectif pour chaque antenne était initialement de 32 personnels dont 3 officiers. Depuis 2019, les antennes de métropole ont été renforcés pour atteindre un effectif 50 personnels.
L'effectif déployé lors d'une opération varie en fonction de nombreux critères mais inclus généralement, lors d'une opération typique :
- un groupe de commandement composé en général de l'officier chef de mission, d'un chef de groupe et d'un « scribe » chargé de tenir la chronologie de l'opération
- une équipe « Assaut d'urgence »
- une équipe « Appui - Observation » (AO)
- une équipe « Effraction »

Une part importante de l'emploi du temps est consacrée aux entraînements individuels (tir, sport de combat) et collectifs ainsi qu'à la constitution ou la mise à jour de dossiers d'objectifs sur les sites situés dans la zone de responsabilité de l'unité.
Enfin, les cadres et gradés des antennes du GIGN sont régulièrement sollicités pour assurer des missions de formation en France comme à l'étranger.

## Armement et matériels

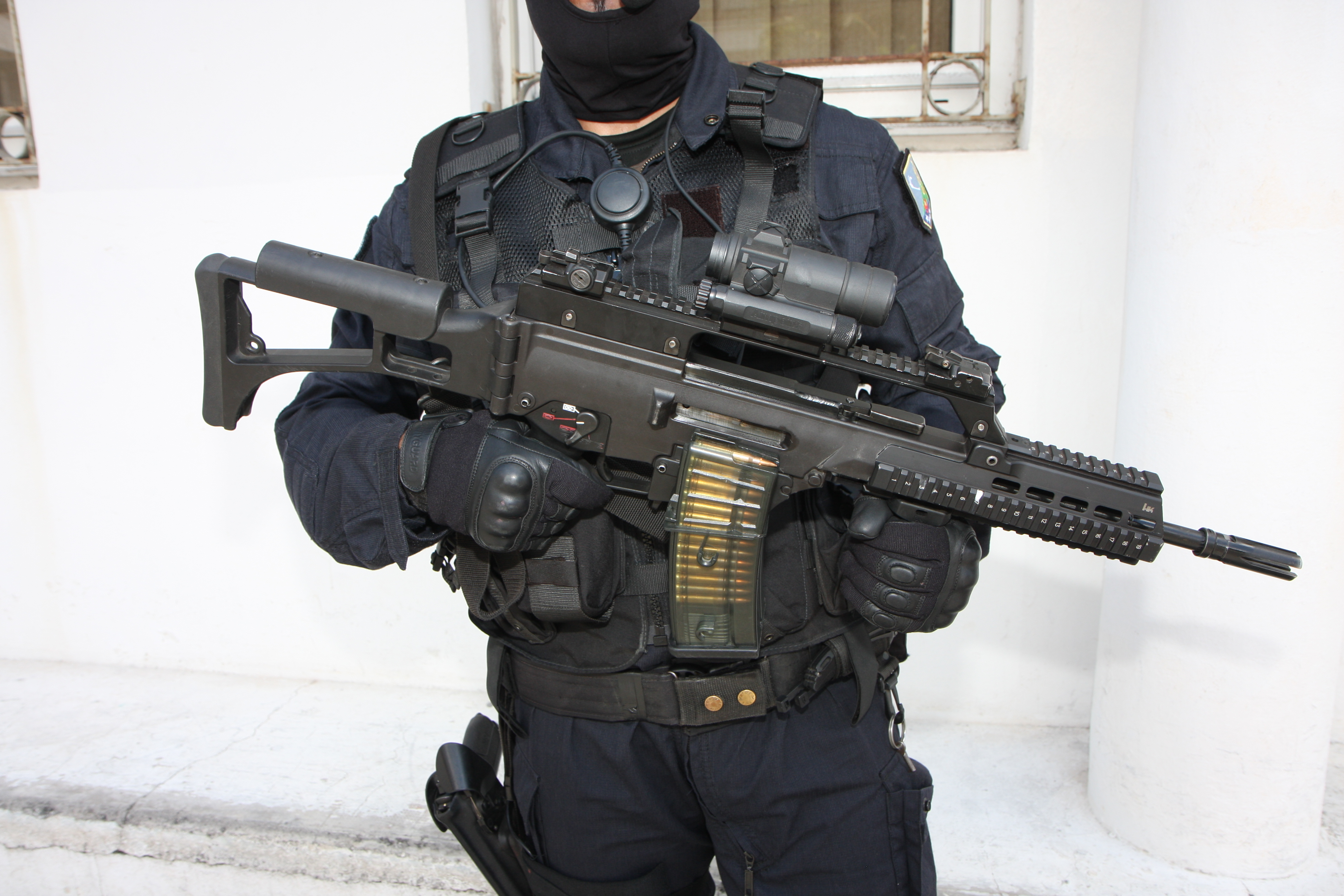
Fusil d'assaut HK G36

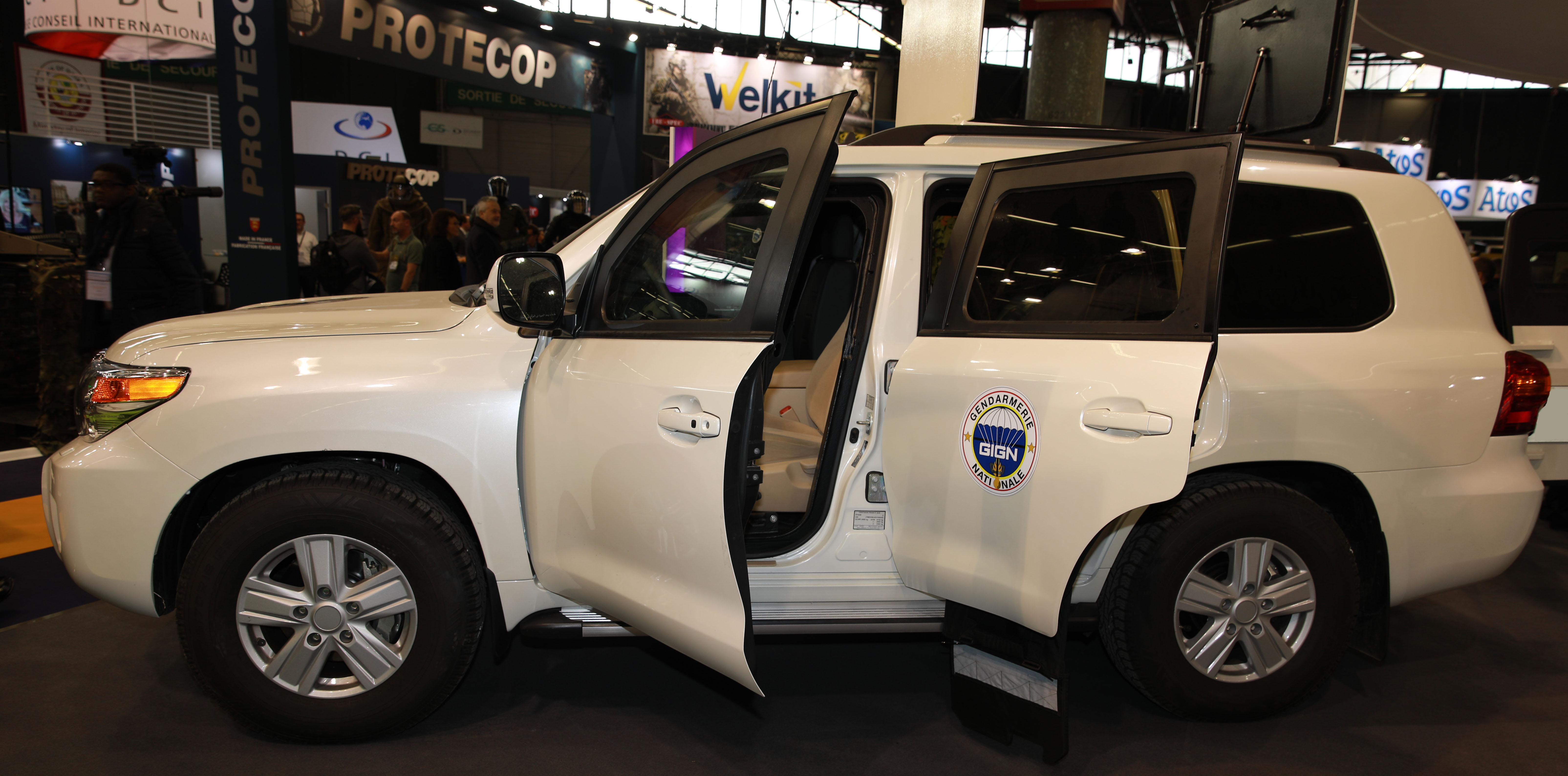
Véhicule Fortress Intervention

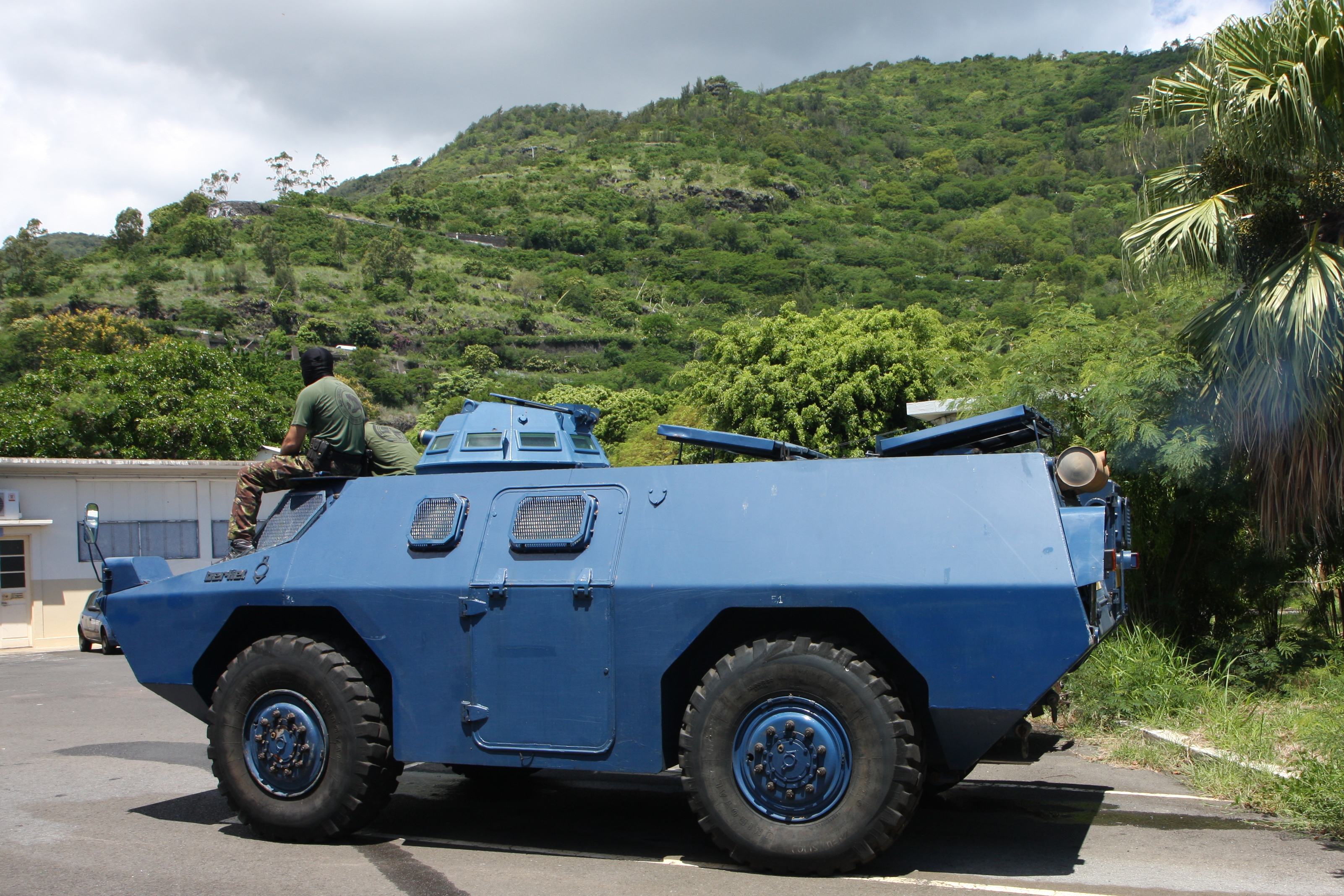
Véhicule blindé à roues de la Gendarmerie (VBRG)

Les principales armes dont disposent les antennes du GIGN sont, selon la catégorie :
- pistolets : le SIG 2022 en dotation des forces de l'ordre, mais surtout le Glock 19 et Glock 26
- fusils à pompe calibre 12 : le BPS / SGF (Browning Pump Shotgun/Spécial Gendarmerie française) ; le Remington 870 et le Benelli M4 Super 90 ;
- pistolets mitrailleurs : le HK UMP et le HK MP5 et le Mas MP5 F ;
- fusils d'assaut : le HK G36 KA3 ;
- fusils de précision : le Tikka T3 Tactical, équipé SIMRAD, le HK 417 équipé NSV
- flash ball super pro et divers modèles de lanceurs de 40 mm

En outre, les AGIGN implantées outre-mer mettent en œuvre des matériels supplémentaires :
- véhicules blindés à roues de la Gendarmerie (VBRG), pour les missions de rétablissement de l'ordre
- équipements spécifiques à un territoire (par exemple jet-skis en Guyane pour les interventions nautiques).

Les gendarmes des antennes du GIGN disposent aussi d'armement non létal : lanceurs de balles de défense 40 mm (LBD-40), tonfas, grenades diverses (lacrymogènes, de désencerclement, etc.), lanceurs de grenades 56 mm Lacroix-Alsetex de type Cougar et pistolets à impulsion électrique.
Les équipements de protection individuelle et d'effraction sont globalement les mêmes que ceux utilisés par le GIGN. Formées à Satory, les antennes métropolitaines sont désormais habilitées à l'emploi d'explosifs et équipées de matière active afin de procéder à une effraction chaude dans le cas d'un assaut immédiat. Leurs membres possèdent un équipement de plus de 25 kg, poids des armes non comptabilisé. Il en ressort qu'un entrainement sportif quotidien est indispensable pour être en mesure d’agir efficacement en transportant de telles charges.
Les antennes du GIGN disposent de véhicules banalisés pour leurs missions. Les antennes métropolitaine sont également dotées de véhicules blindés de type Fortress Intervention développés sur base Toyota par la société Centigon .

## Recrutement et formation
Le recrutement initial des trois unités s'est effectué selon des modalités différentes :
- le PI2G de Toulouse s'est constitué sur la ressource de gendarmes mobiles issus des PI des escadrons toulousains ;
- le PI2G d’Orange s'est formé à partir d'une sélection réalisée au niveau national ;
- celui de Dijon a quant à lui été initialement composé de gendarmes mobiles ayant servi au sein de groupes de pelotons d'intervention (GPI) en outre-mer et aussi de personnels ayant participé aux tests de sélection et de formation au GIGN.

Depuis 2016, les personnels affectés dans les AGIGN  sont sélectionnés au niveau national lors du concours d'entrée au GIGN. Ils suivent une formation de 6 à 8 semaines, généralement en commun avec les futurs gendarmes de la Force Intervention (FI) du GIGN. Les gendarmes affectés à une AGIGN font ensuite partie d'une de ces divisions, appelées « forces » : la Force Antennes. En outre, le GIGN dispense des formations complémentaires et un recyclage annuel.
La Gendarmerie semble s'orienter vers le même mode de fonctionnement que la Police nationale avec les RAID et GIPN, à savoir :
- une sélection commune, sur la base des meilleurs des candidats n'ayant pu intégrer le GIGN ;
- des matériels, armements et techniques d'intervention homogènes pour des interventions « basiques » en métropole (forcenés, arrestations).

Tous les membres d'une antenne du GIGN sont formés pour la mission d'assaut puis se spécialisent dans l'une des spécialités « Appui Observation » (AO) ou « Effraction », au même titre que les gendarmes de la Force Intervention (FI) du GIGN.
Enfin, chaque membre reçoit au minimum une formation aux premiers secours en équipe de niveau 1 (PSE 1).